# Krigsåret 1764

## Pågående krig
- Korsikanska upproret (Korsika) (1755-1769)[1]

### Fotnoter
1. ↑  ”WHKMLA”. http://www.zum.de/whkmla/military/18cen/corsica17551769.html. Läst 30 juni 2011.